# Moni Arkadiu
Arkadi (ngr. Μονή Αρκαδίου, Moni Arkadiou) – historyczny klasztor na Krecie położony na 500-metrowym wzniesieniu w odległości 25 km na południowy wschód od Retimno.
Znany jako miejsce oblężenia i walki z Turkami w trakcie powstania kreteńskiego w XIX wieku. Dla mieszkańców Krety i wszystkich Greków stanowi miejsce pamięci narodowej, będąc pomnikiem męczeństwa i walk niepodległościowych.
Fundację monasteru Przemienienia Pańskiego przypisuje się bizantyjskiemu cesarzowi Arkadiuszowi w V wieku bądź (jako późniejszą) mnichowi o tym samym imieniu. Istnienie klasztoru poświadczone jest co najmniej od średniowiecza. Zabudowania w obecnej postaci pochodzą głównie z XVI stulecia. 
Po wybuchu powstania na Krecie klasztor w listopadzie 1866 został otoczony przez wojska osmańskich Turków w sile 15 tys. żołnierzy z 30 działami. Schroniło się tam wówczas paruset powstańców ze zgromadzoną okoliczną ludnością cywilną (ok. 700 kobiet i dzieci). Po krótkim oblężeniu monasteru Turcy wdarli się przez wyłom w murach. Kobiety i dzieci ukryły się w prochowni i w sytuacji bez wyjścia zdecydowano o wysadzeniu jej w powietrze. Zginęli wszyscy ukrywający się wraz z atakującymi żołnierzami tureckimi. Wydarzenie to odbiło się szerokim echem w Europie i miało duże znaczenie dla ogłoszenia autonomii Krety w 1898.
Szczątki ofiar spoczywają w mauzoleum usytuowanym przed klasztorem; w jego muzeum przechowywane są pamiątki powstańczej tragedii. W zabudowaniach zrujnowanego monasteru zachowała się XVI-wieczna świątynia – renesansowo-barokowy kościół klasztorny, uważany za jedną z najpiękniejszych weneckich budowli na wyspie.

## Literatura
- Stella Kalogeraki: Arkadi – Das historische Kloster. Rethymno: Mediterraneo Editions, 2002, ISBN 960-8227-18-6
- Theocharis Provatakis: Das Arkadi Kloster. Geschichte – Kunst – Traditionen. Athen: Michalis Toubis, 1986